# 三遊亭歌雀
三遊亭 歌雀（さんゆうてい かじゃく）は落語家の名跡。
- 先代三遊亭歌雀 - 後∶三代目三遊亭歌奴

三代目 三遊亭 歌雀（1963年9月4日 - 2008年2月6日）は、静岡県清水市袖師町出身の落語家。本名∶三浦 孝。出囃子∶「二上りたぬき」。生前は落語協会所属。

## 経歴
神奈川県立磯子工業高校卒業。
1982年4月、三代目三遊亭圓歌に入門。12月に前座となる。前座名は「歌ち栗」。
1988年9月に林家しゅう平、柳家小のりと共に二ツ目に昇進、「三遊亭歌太郎」に改名。
1998年3月に林家しゅう平、三遊亭歌武蔵、三遊亭多歌介と共に真打に昇進、三代目三遊亭歌雀を襲名。
2008年2月6日に急性心不全のため横浜市旭区の病院で死去。44歳没。人工透析中の死去だったという。

## 芸歴
- 1982年 - 三代目三遊亭圓歌に入門。
- 1983年 - 前座となる、前座名「歌ち栗」。
- 1988年 - 二ツ目昇進、「歌太郎」と改名。
- 1998年 - 真打昇進、「三代目三遊亭歌雀」を襲名。

## 人物
糖尿病のため1999年に右足、2005年には左足を切断しながらも、義足で高座に上がり続けた。入院時の闘病ネタを得意としていた。
前名の「歌太郎」は後に弟弟子歌武蔵の弟子が名乗った。